# 6452 Johneuller
A 6452 Johneuller (ideiglenes jelöléssel 1991 HA) a Naprendszer kisbolygóövében található aszteroida. T. J. Balonek fedezte fel 1991. április 17-én.